# Lómagnúpur
Lómagnúpur är ett berg i republiken Island. Det ligger i regionen Suðurland, 210 km öster om huvudstaden Reykjavík. Toppen på Lómagnúpur är 871 meter över havet, eller 186 meter över den omgivande terrängen. Bredden vid basen är 3,3 km.
Trakten runt Lómagnúpur är nära nog obefolkad, med mindre än två invånare per kvadratkilometer. Det finns inga samhällen i närheten. Trakten runt Lómagnúpur är ofruktbar med lite eller ingen växtlighet.